# 티베리우스 카티우스 카이시우스 프론토
티베리우스 카티우스 카이시우스 프론토(Tiberius Catius Caesius Fronto)는 로마의 원로원 의원으로 서기 96년 9월부터 12월까지 눈디니움 기간 마르쿠스 칼푸르니우스 [...]이쿠스를 동료 집정관으로 둔 보좌 집정관이다. 이 두 집정관은 도미티아누스 황제가 암살당하던 때(96년 9월 18일)와 네르바가 황제로 선출될 때 로마 원로원을 주재했다. 프론토는 소플리니우스의 지인이었고, 발견된 서신들에서 네 차례나 될 만큼 많이 언급되었다.
그의 이름 요소에 대해서부터 생각하길, Olli Salomies는 프론토가 원로원 의원이자 시인 실리우스 이탈리쿠스한테서 입양되었으며, 본명은 티베리우스 카이시우스 프론토이거나 이탈리쿠스의 조카일 가능성이 있다고 여겼다. 프론토가 이탈리쿠스한테 입양되지 않았다면, 그의 이름에서 주요 요소들은 이탈리쿠스의 조카이기 때문이었다.

## 생애
플리니우스는 프론토를 "눈물을 짜내는 데 대단한 경험을 지닌 자"로 묘사했고, 그를 세 가지 다른 재판에 참여한 것으로 묘사했는데 아프리카 속주에서 프로콘술이었고 자신이 관리했던 사람들에게 기소당한 마리우스 프리스쿠스의 사례에서의 절차 분리 때, 비티니아 폰투스의 프로콘술 시절 관리 부실 혐의로 기소당한 율리우스 바수스의 고발 때 관리 부실로 비티니아 폰투스의 사람들에게 마찬가지로 기소당한 바렌스 루푸스의 문제 건이었다. 이 점들은 그가 2세기 초기에 원로원에서 활동했음을 보여준다. 플리니우스는 그의 친구 카니누스 루푸스에게 시인 실리우스 이탈리쿠스의 죽음에 관한 서신을 쓸 때 그를 언급했을지도 모르는데 이 문서에서 그는 프론토의 장남이 잘 지내고 있으며 집정관직을 얻었다고 언급한다.
그의 아내에 대해선 아직까지 확인되지 않았지만, 프론토는 카이시아 프론티나(Caesia Frontina)라는 딸이 있는 것으로 알려져 있다.

## 원로원 경력
프론토는 프로콘술 같은 황제 직속 보직이나 로마 제국 내 민간 부분 등 어떠 공직도 맡았다고 알려져 있지는 않다. 그는 프라트레스 아르발레스 사제단의 사제인 것으로 알려졌으며, 98년과 105년에 사제단 의식에 참여한 것으로 기록되어 있다.
그렇지만 John D. Grainger는 프론토가 도미티아누스 황제의 시해 당시 두 집정관 중 한 명이고, 그가 암살에 공모를 했을 것으로 본다. Grainger는 프론토의 가문이 플라비우스 왕가에 대해서는 아니더라도 도미티아누스에게 적대적인 세력에 분명이 속해 있을 것이라 보았다. 도미티아누스는 그를 대단히 영향력 있고 저명한 직책인 집정관에 임명시켰고, 도미티아누스는 지원을 얻어 내기 위해 원로원 내에 각기 다른 조직이나 세력들의 사람들을 배정시키는 정책을 펼쳤었다. 마지막으로, Grainger는 도미티아누스의 죽음에 대해서 알았을 때, 원로원을 주관했고 이들을 소집할 권한을 지녔던 집정관들은 다음 날에 원로원 의원들을 회의에 소집하였다. Grainger는 "만일 그가 이 암살 계획에 원래는 관련되지 않았다면, "도미티아누스의 살해를 그에게 납득시키는 데 시간이 어느 정도 걸렸을 것이며, 그는 의심의 여지가 없는 시신의 모습이라는 증거를 요구했을 것이고 이것이 이 문제를 훨씬 더욱 지연시켰을 것이다. 누적된 지연은 수 시간을 더 걸리게 했을 것이고, 원로원은 다음날 아침에서야 모였다."라고 언급했다.